# Giro d'Italia Women 2025
Il Giro d'Italia Women 2025, trentaseiesima edizione della manifestazione, valida come prova dell'UCI Women's World Tour 2025, si svolse dal 6 al 13 luglio 2025 su un percorso di 919,2 km, suddiviso in otto tappe, con partenza da Bergamo e arrivo all'autodromo Enzo e Dino Ferrari di Imola. La vittoria fu appannaggio dell'italiana Elisa Longo Borghini, alla seconda vittoria al Giro, che completò il percorso in 24h37'03" alla media di 37,339 km/h, davanti alla svizzera Marlen Reusser e all'australiana Sarah Gigante.
Sul traguardo di Imola solo 122 cicliste, su 154 partite da Bergamo, portarono a termine la competizione.

## Tappe
| Tappa  | Data      | Percorso                                                    | km    | Vincitrice di tappa | Leader cl. generale  |
| ------ | --------- | ----------------------------------------------------------- | ----- | ------------------- | -------------------- |
| 1ª     | 6 luglio  | Bergamo > Bergamo (cron. individuale)                       | 14,2  | Marlen Reusser      | Marlen Reusser       |
| 2ª     | 7 luglio  | Clusone > Aprica                                            | 92    | Anna Henderson      | Anna Henderson       |
| 3ª     | 8 luglio  | Vezza d'Oglio > Trento                                      | 122   | Lorena Wiebes       | Anna Henderson       |
| 4ª     | 9 luglio  | Castello Tesino > Pianezze (Valdobbiadene)                  | 142   | Sarah Gigante       | Marlen Reusser       |
| 5ª     | 10 luglio | Mirano > Monselice                                          | 120   | Lorena Wiebes       | Marlen Reusser       |
| 6ª     | 11 luglio | Bellaria Igea Marina > Terre Roveresche (Orciano di Pesaro) | 145   | Liane Lippert       | Marlen Reusser       |
| 7ª     | 12 luglio | Fermignano > Monte Nerone                                   | 150   | Sarah Gigante       | Elisa Longo Borghini |
| 8ª     | 13 luglio | Forlì > Imola (Autodromo Enzo e Dino Ferrari)               | 134   | Liane Lippert       | Elisa Longo Borghini |
| Totale | Totale    | Totale                                                      | 919,2 |                     |                      |

## Squadre e corridori partecipanti
Alla competizione parteciparono 22 squadre, quindici WorldTeam e sette Continental Team, composte da un massimo di sette cicliste.
| N.      | Cod. | Squadra                    |
| ------- | ---- | -------------------------- |
| 1-7     | UAD  | UAE Team ADQ               |
| 11-17   | AGS  | AG Insurance-Soudal Team   |
| 21-27   | VAI  | Aromitalia 3T Vaiano       |
| 31-37   | BPK  | BePink-Imatra-Bongioanni   |
| 41-47   | CSZ  | Canyon-SRAM Zondacrypto    |
| 51-57   | CTC  | Ceratizit Pro Cycling Team |
| 61-67   | EFO  | EF Education-Oatly         |
| 71-77   | TFS  | FDJ-Suez                   |
| 81-87   | FDC  | Fenix-Deceuninck           |
| 91-97   | HPH  | Human Powered Health       |
| 101-107 | SBT  | Isolmant-Premac-Vittoria   |

| N.      | Cod. | Squadra                         |
| ------- | ---- | ------------------------------- |
| 111-117 | LKF  | Laboral Kutxa-Fundación Euskadi |
| 121-127 | LTK  | Lidl-Trek                       |
| 131-137 | LIV  | Liv AlUla Jayco                 |
| 141-147 | MOV  | Movistar Team Women             |
| 151-157 | CGS  | Roland                          |
| 161-167 | MDS  | Team Mendelspeck E-Work         |
| 171-177 | TPP  | Team Picnic PostNL              |
| 181-187 | SDW  | Team SD Worx-Protime            |
| 191-197 | TVL  | Team Visma-Lease a Bike         |
| 201-207 | TOP  | Top Girls Fassa Bortolo         |
| 211-217 | UXM  | Uno-X Mobility                  |

## Dettagli delle tappe

### 1ª tappa
- 6 luglio: Bergamo > Bergamo (cron. individuale) – 14,2 km

Risultati
| Pos. | Corridore            | Squadra  | Tempo  |
| ---- | -------------------- | -------- | ------ |
| 1    | Marlen Reusser       | Movistar | 17'22" |
| 2    | Lotte Kopecky        | SD Worx  | a 12"  |
| 3    | Elisa Longo Borghini | UAE      | a 16"  |

| Pos. | Corridore            | Squadra  | Tempo  |
| ---- | -------------------- | -------- | ------ |
| 1    | Marlen Reusser       | Movistar | 17'22" |
| 2    | Lotte Kopecky        | SD Worx  | a 12"  |
| 3    | Elisa Longo Borghini | UAE      | a 16"  |

### 2ª tappa
- 7 luglio: Clusone > Aprica – 92 km

Risultati
| Pos. | Corridore         | Squadra   | Tempo    |
| ---- | ----------------- | --------- | -------- |
| 1    | Anna Henderson    | Lidl      | 2h24'30" |
| 2    | Dilyxine Miermont | Ceratizit | s.t.     |
| 3    | Soraya Paladin    | Canyon    | a 26"    |

| Pos. | Corridore            | Squadra  | Tempo    |
| ---- | -------------------- | -------- | -------- |
| 1    | Anna Henderson       | Lidl     | 2h42'03" |
| 2    | Marlen Reusser       | Movistar | a 15"    |
| 3    | Elisa Longo Borghini | UAE      | a 31"    |

### 3ª tappa
- 8 luglio: Vezza d'Oglio > Trento – 122 km

Risultati
| Pos. | Corridore     | Squadra | Tempo    |
| ---- | ------------- | ------- | -------- |
| 1    | Lorena Wiebes | SD Worx | 2h59'07" |
| 2    | Josie Nelson  | Picnic  | s.t.     |
| 3    | Lotte Kopecky | SD Worx | s.t.     |

| Pos. | Corridore            | Squadra  | Tempo    |
| ---- | -------------------- | -------- | -------- |
| 1    | Anna Henderson       | Lidl     | 5h41'10" |
| 2    | Marlen Reusser       | Movistar | a 13"    |
| 3    | Elisa Longo Borghini | UAE      | a 31"    |

### 4ª tappa
- 9 luglio: Castello Tesino > Pianezze (Valdobbiadene) – 142 km

Risultati
| Pos. | Corridore            | Squadra      | Tempo    |
| ---- | -------------------- | ------------ | -------- |
| 1    | Sarah Gigante        | AG Insurance | 3h56'22" |
| 2    | Elisa Longo Borghini | UAE          | a 25"    |
| 3    | Marlen Reusser       | Movistar     | s.t.     |

| Pos. | Corridore            | Squadra      | Tempo    |
| ---- | -------------------- | ------------ | -------- |
| 1    | Marlen Reusser       | Movistar     | 9h38'06" |
| 2    | Elisa Longo Borghini | UAE          | a 16"    |
| 3    | Sarah Gigante        | AG Insurance | a 34"    |

### 5ª tappa
- 10 luglio: Mirano > Monselice – 120 km

Risultati
| Pos. | Corridore     | Squadra  | Tempo    |
| ---- | ------------- | -------- | -------- |
| 1    | Lorena Wiebes | SD Worx  | 2h39'08" |
| 2    | Marianne Vos  | Visma    | s.t.     |
| 3    | Liane Lippert | Movistar | s.t.     |

| Pos. | Corridore            | Squadra  | Tempo     |
| ---- | -------------------- | -------- | --------- |
| 1    | Marlen Reusser       | Movistar | 12h17'14" |
| 2    | Elisa Longo Borghini | UAE      | a 16"     |
| 3    | A. van der Breggen   | SD Worx  | a 1'53"   |

### 6ª tappa
- 11 luglio: Bellaria Igea Marina > Terre Roveresche (Orciano di Pesaro) – 145 km

Risultati
| Pos. | Corridore            | Squadra  | Tempo    |
| ---- | -------------------- | -------- | -------- |
| 1    | Liane Lippert        | Movistar | 3h53'02" |
| 2    | Pauliena Rooijakkers | Fenix    | a 2"     |
| 3    | Shirin van Anrooij   | Lidl     | a 46"    |

| Pos. | Corridore            | Squadra  | Tempo     |
| ---- | -------------------- | -------- | --------- |
| 1    | Marlen Reusser       | Movistar | 16h11'39" |
| 2    | Elisa Longo Borghini | UAE      | a 16"     |
| 3    | A. van der Breggen   | SD Worx  | a 1'53"   |

### 7ª tappa
- 12 luglio: Fermignano > Monte Nerone – 150 km

Risultati
| Pos. | Corridore            | Squadra      | Tempo    |
| ---- | -------------------- | ------------ | -------- |
| 1    | Sarah Gigante        | AG Insurance | 4h44'14" |
| 2    | Elisa Longo Borghini | UAE          | a 45"    |
| 3    | Isabella Holmgren    | Lidl         | a 1'14"  |

| Pos. | Corridore            | Squadra      | Tempo     |
| ---- | -------------------- | ------------ | --------- |
| 1    | Elisa Longo Borghini | UAE          | 20h56'48" |
| 2    | Marlen Reusser       | Movistar     | a 22"     |
| 3    | Sarah Gigante        | AG Insurance | a 1'11"   |

### 8ª tappa
- 13 luglio: Forlì > Imola (Autodromo Enzo e Dino Ferrari) – 134 km

Risultati
| Pos. | Corridore          | Squadra  | Tempo    |
| ---- | ------------------ | -------- | -------- |
| 1    | Liane Lippert      | Movistar | 3h40'07" |
| 2    | A. van der Breggen | SD Worx  | s.t.     |
| 3    | Marlen Reusser     | Movistar | a 8"     |

| Pos. | Corridore            | Squadra      | Tempo     |
| ---- | -------------------- | ------------ | --------- |
| 1    | Elisa Longo Borghini | UAE          | 24h37'03" |
| 2    | Marlen Reusser       | Movistar     | a 18"     |
| 3    | Sarah Gigante        | AG Insurance | a 1'11"   |

## Evoluzione delle classifiche
| Tappa  | Vincitrice     | Classifica generale Maglia rosa | Classifica a punti Maglia rossa | Classifica scalatrici Maglia azzurra | Classifica giovani Maglia bianca | Classifica a squadre     | Premio combattività Numero rosso |
| ------ | -------------- | ------------------------------- | ------------------------------- | ------------------------------------ | -------------------------------- | ------------------------ | -------------------------------- |
| 1      | Marlen Reusser | Marlen Reusser                  | Marlen Reusser                  | non assegnata                        | Antonia Niedermaier              | Team SD Worx-Protime     | Brodie Chapman                   |
| 2      | Anna Henderson | Anna Henderson                  | Anna Henderson                  | Anna Henderson                       | Antonia Niedermaier              | Lidl-Trek                | Soraya Paladin                   |
| 3      | Lorena Wiebes  | Anna Henderson                  | Anna Henderson                  | Usoa Ostolaza                        | Antonia Niedermaier              | Lidl-Trek                | Nora Jenčušová                   |
| 4      | Sarah Gigante  | Marlen Reusser                  | Anna Henderson                  | Sarah Gigante                        | Antonia Niedermaier              | AG Insurance-Soudal Team | Lorena Wiebes                    |
| 5      | Lorena Wiebes  | Marlen Reusser                  | Lorena Wiebes                   | Sarah Gigante                        | Antonia Niedermaier              | AG Insurance-Soudal Team | Franziska Brauße                 |
| 6      | Liane Lippert  | Marlen Reusser                  | Lorena Wiebes                   | Sarah Gigante                        | Antonia Niedermaier              | AG Insurance-Soudal Team | Liane Lippert                    |
| 7      | Sarah Gigante  | Elisa Longo Borghini            | Lorena Wiebes                   | Usoa Ostolaza                        | Antonia Niedermaier              | AG Insurance-Soudal Team | Shirin van Anrooij               |
| 8      | Liane Lippert  | Elisa Longo Borghini            | Lorena Wiebes                   | Sarah Gigante                        | Antonia Niedermaier              | AG Insurance-Soudal Team | non assegnato                    |
| Finale | Finale         | Elisa Longo Borghini            | Lorena Wiebes                   | Sarah Gigante                        | Antonia Niedermaier              | AG Insurance-Soudal Team | Lorena Wiebes                    |

Maglie indossate da altri ciclisti in caso di due o più maglie vinte
- Nella 2ª tappa Anna van der Breggen ha indossato la maglia rossa al posto di Marlen Reusser.
- Nella 3ª tappa Soraya Paladin ha indossato la maglia blu al posto di Anna Henderson.
- Nella 3ª e 4ª tappa Dilyxine Miermont ha indossato la maglia rossa al posto di Anna Henderson.

## Classifiche finali

### Classifica generale - Maglia rosa
| Pos. | Corridore            | Squadra      | Tempo     |
| ---- | -------------------- | ------------ | --------- |
| 1    | Elisa Longo Borghini | UAE          | 24h37'03" |
| 2    | Marlen Reusser       | Movistar     | a 18"     |
| 3    | Sarah Gigante        | AG Insurance | a 1'11"   |
| 4    | Pauliena Rooijakkers | Fenix        | a 2'55"   |
| 5    | Antonia Niedermaier  | Canyon       | a 3'07"   |
| 6    | Anna van der Breggen | SD Worx      | a 3'32"   |
| 7    | Isabella Holmgren    | Lidl         | a 3'54"   |
| 8    | Barbara Malcotti     | Human        | a 4'44"   |
| 9    | Urška Žigart         | AG Insurance | a 4'56"   |
| 10   | Katrine Aalerud      | Uno-X        | a 5'19"   |

### Classifica a punti - Maglia rossa
| Pos. | Corridore            | Squadra  | Punti |
| ---- | -------------------- | -------- | ----- |
| 1    | Lorena Wiebes        | SD Worx  | 108   |
| 2    | Elisa Longo Borghini | UAE      | 78    |
| 3    | Marlen Reusser       | Movistar | 75    |
| 4    | Liane Lippert        | Movistar | 68    |
| 5    | Anna Henderson       | Lidl     | 59    |

### Classifica scalatori - Maglia azzurra
| Pos. | Corridore            | Squadra       | Punti |
| ---- | -------------------- | ------------- | ----- |
| 1    | Sarah Gigante        | AG Insurance  | 81    |
| 2    | Usoa Ostolaza        | Laboral Kutxa | 73    |
| 3    | Léa Curinier         | FDJ-Suez      | 30    |
| 4    | Mijntje Geurts       | Visma         | 26    |
| 5    | Elisa Longo Borghini | UAE           | 26    |

### Classifica giovani - Maglia bianca
| Pos. | Corridore           | Squadra      | Tempo     |
| ---- | ------------------- | ------------ | --------- |
| 1    | Antonia Niedermaier | Canyon       | 24h40'10" |
| 2    | Isabella Holmgren   | Lidl         | a 47"     |
| 3    | Viktória Chladoňová | Visma        | a 7'56"   |
| 4    | Rosita Reijnhout    | Visma        | a 12'39"  |
| 5    | Lore De Schepper    | AG Insurance | a 16'06"  |

### Classifica a squadre - Trofeo Super Team
| Pos. | Squadra                  | Tempo     |
| ---- | ------------------------ | --------- |
| 1    | AG Insurance-Soudal Team | 74h04'12" |
| 2    | Fenix-Deceuninck         | a 5'42"   |
| 3    | Lidl-Trek                | a 11'25"  |
| 4    | UAE Team ADQ             | a 29'48"  |
| 5    | Team Visma-Lease a Bike  | a 34'50"  |

### Classifica sprint intermedi
| Pos. | Corridore           | Squadra | Punti |
| ---- | ------------------- | ------- | ----- |
| 1    | Lorena Wiebes       | SD Worx | 38    |
| 2    | Anna Henderson      | Lidl    | 21    |
| 3    | Eleonora Gasparrini | UAE     | 17    |
| 4    | Mijntje Geurts      | Visma   | 12    |
| 5    | Nora Jenčušová      | BePink  | 12    |